# Orsova és Vidéke
Orsova és Vidéke – a helyi Wochenblattal párhuzamosan megjelenő magyar nyelvű hetilap Orsován, 1896-tól ismeretes. Orsovai káplánkodása idején Lengyel István szerkesztette. A lap 1920-ban megszűnt; az Orsován később Orsovai Napló címmel 1935-ben indított "politikai és társadalmi hetilap"-ot Skuts Béla szerkesztette, de ez is csak egy fél évig tudta fenntartani magát.